# 奧芬劇院 (溫哥華)
奧芬劇院（英語：The Orpheum）是一座位於加拿大卑詩省溫哥華的劇院。劇院座落溫哥華市中心的加蘭護街，由溫哥華市政府轄下的溫哥華市營劇院營運。
奧芬劇院由蘇格蘭裔建築師馬爾庫斯·普里特卡設計，於1927年11月7日正式開幕。劇院耗資125萬加元興建，可容納約2780名觀眾。劇院當時稱為「新奧芬劇院」，以便與位於加蘭護街761號的舊奧芬劇院區別。（舊奧芬劇院於1969年拆卸。）奧芬劇院原用作歌舞雜耍表演廳，但隨著該種表演模式於1930年代日漸式微，東主Famous Players亦將劇院改為主要播放電影之用。
1973年，Famous Players決定將劇院改建成現代電影院，並全面更改劇院的内部裝潢。公眾隨即發起「拯救奧芬」抗議和籌款活動，而著名美國演員傑克·本尼也前來溫哥華聲援。1974年，溫哥華市政府宣佈斥資710萬元收購奧芬劇院，當中310萬元由市政府支付，而加拿大聯邦政府和卑詩省政府則各自提供150萬元。劇院於1975年封閉以進行復修，再於1977年4月2日重新對外開放，自此成為溫哥華交響樂團的主要表演場館。劇院於1979年被列為加拿大國家史蹟。

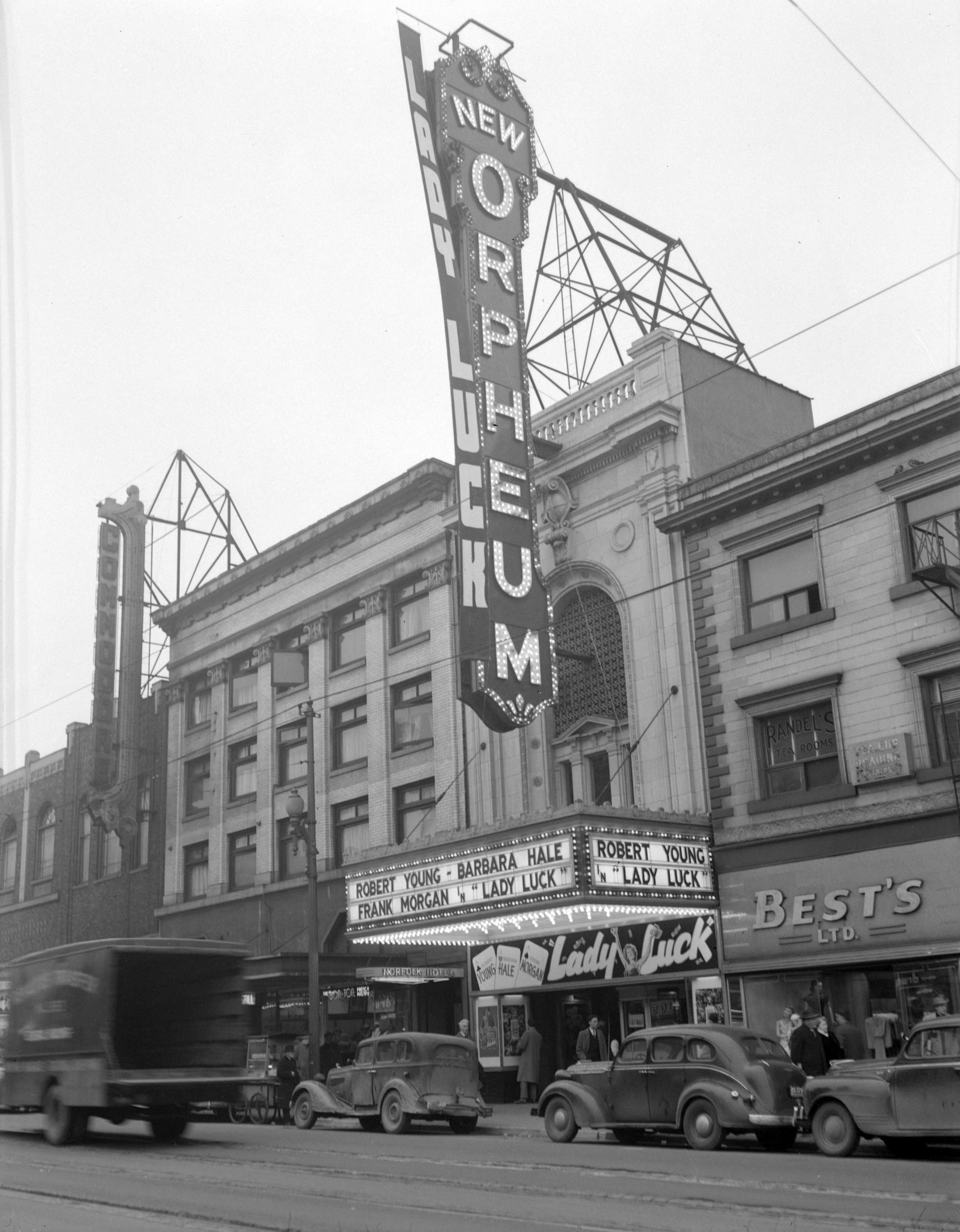
奧芬劇院外部（約攝於1946年）
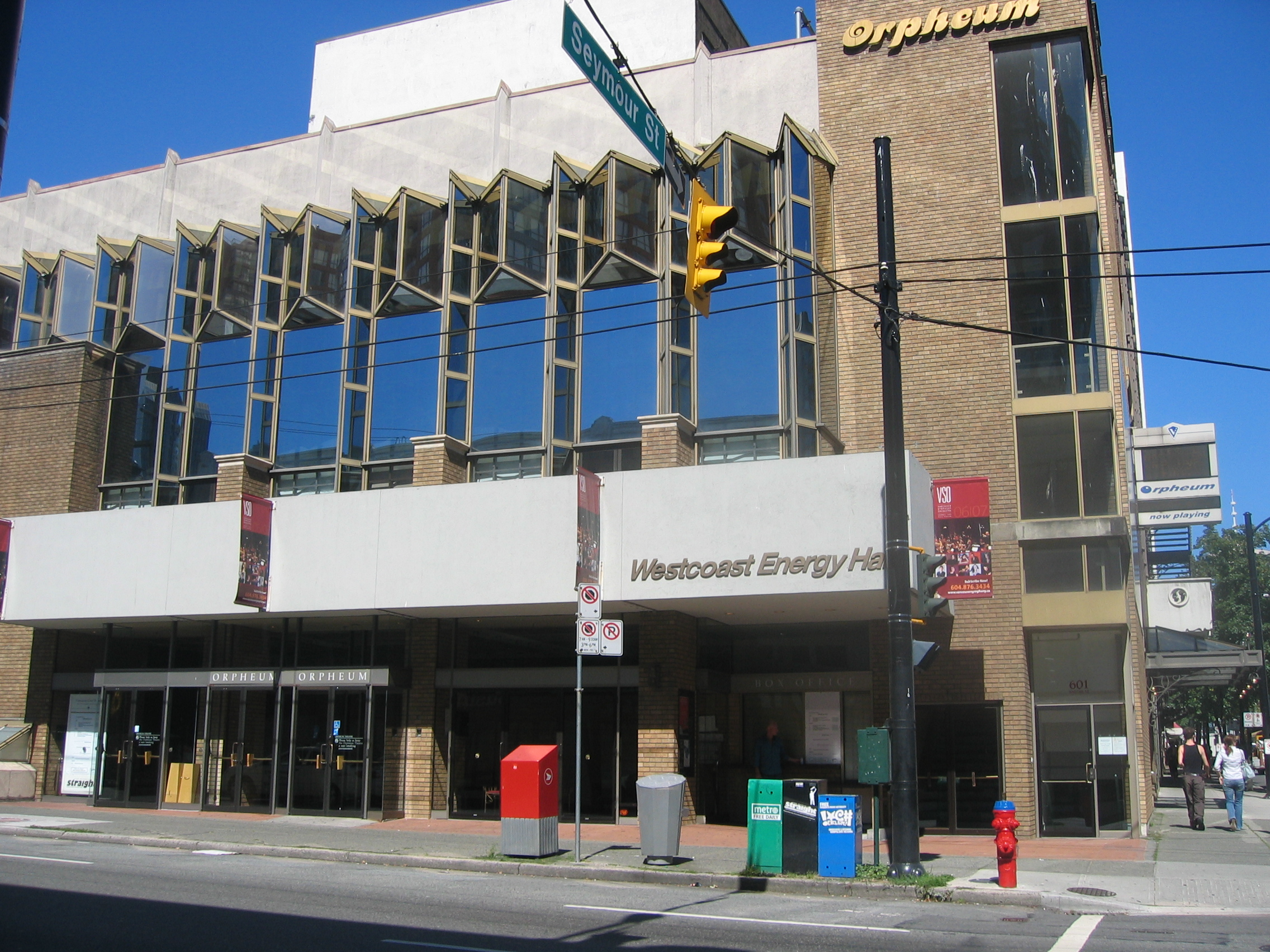
於1980年代加建的史密夫街出入口

## 外部連結
- （英文）Orpheum （页面存档备份，存于）－溫哥華市政府網站 奧芬劇院頁面

49°16′48″N 123°07′13″W / 49.280096°N 123.120196°W